# Carlos Manuel Arana Osorio
Carlos Manuel Arana Osorio (ur. 17 lipca 1918, zm. 6 grudnia 2003) – gwatemalski generał i polityk, przywódca prawicowych bojówek zwanych „szwadronami śmierci” (zyskał przydomek „rzeźnika z Zacapy” po stłumieniu rozruchów w departamencie Zacapa), ambasador w Nikaragui w latach 1968–1970, prezydent Gwatemali w latach 1970–1974 (zwyciężył mając 235 000 głosów), odpowiedzialny za brutalne represje wobec lewicy. Zwalczając komunistyczną partyzantkę, korzystał z pomocy amerykańskich doradców z CIA. 